# Futbalový štadión Ličartovce
Futbalový štadión Ličartovce – stadion piłkarski w Ličartovcach, na Słowacji. Obiekt może pomieścić 1400 widzów. Swoje spotkania rozgrywają na nim piłkarze klubu ŠK FC Ličartovce. W przeszłości gospodarzem obiektu był drugoligowy zespół FC Steel Trans Ličartovce, później grali na nim również zawodnicy rezerw MFK Košice.